# 종곡초등학교
종곡초등학교는 대한민국 충청북도 보은군에 있는 공립 초등학교이다.

## 학교 연혁
- 1946년 9월 13일: 종곡국민학교 개교

## 참고 자료
- 종곡초등학교 - 한국교육학술정보원 학교알리미